# Acranthera didymocarpa
Acranthera didymocarpa là một loài thực vật có hoa trong họ Thiến thảo. Loài này được (Ridl.) K.M.Wong mô tả khoa học đầu tiên năm 1982.